# Алексэндрел
Алексэндрел (также Александр II, молд. Алексэндрел, пол. Aleksander Olehno; 1429—1455) — господарь Молдавского княжества три раза в период с 1449 по 1455 годы: в 1449, 1452—1454 и 1455 годах.

## Биография
Второй младший сын молдавского господаря Ильи I и княжны Марии Андреевны Гольшанской.
Алексэндрел сменил на молдавском престоле Петра III, а возможно Чубэра 23 марта 1449 года и правил около 8 месяцев.
В битве у Тэмэшень (возле Романа) 12 октября 1449 года Богдан II побеждает Алексэндрела и становится господарём. В следующем году Александрел при поддержке польского войска возвращается в Молдавское княжество, но в битве у Красны (возле Васлуя) Богдан II разбивает поляков, не дав им привести Алексэндрела к власти. Алексэндрел, поддерживаемый поляками, снова становится господарём только в феврале 1452 года, сменив Петра Арона.
Однако в мае 1455 года Пётр III Арон побеждает Алексэндрела в битве у Мохиле и возвращает себе престол.